# Japalura
Japalura – rodzaj jaszczurek z podrodziny Draconinae w obrębie rodziny agamowatych (Agamidae).

## Zasięg występowania
Rodzaj obejmuje gatunki występujące w Azji (Chińska Republika Ludowa, Pakistan, Indie, Nepal, Bhutan i Mjanma).

## Systematyka

### Etymologia
- Japalura: etymologia niejasna, Gray nie podał znaczenia nazwy rodzajowej[2]; być może nazwa łacińska pochodzi od nazwy jakiejś miejscowości w Indiach[7].
- Biancia: etymologia niejasna, Gray nie podał znaczenia nazwy rodzajowej[2]. Gatunek typowy: Biancia niger Gray, 1853 (= Japalura variegata Gray, 1853).
- Oriotiaris: gr. ορος oros, ορεος oreos „góra”[8]; rodzaj Tiaris Duméril & Bibron, 1837. Gatunek typowy: Tiaris elliotti Günther, 1860 (= Calotes tricarinatus Blyth, 1853).
- Mictopholis: gr. μικτος miktos „mieszany”[9]; φολις pholis, φολιδος pholidos „rogowa łuska”[10]. Gatunek typowy: Salea austeniana Annandale, 1908.

### Podział systematyczny
Do rodzaju należą następujące gatunki:
- Japalura andersoniana Annandale, 1905
- Japalura austeniana (Annandale, 1908)
- Japalura dasi (Shah & Kästle, 2002)
- Japalura kumaonensis (Annandale, 1907)
- Japalura major (Jerdon, 1870)
- Japalura mictophola Mirza, Gowande, Thackeray, Bhosale, Sawant, Phansalkar & Patel, 2024
- Japalura sagittifera Smith, 1940
- Japalura tricarinata (Blyth, 1853)
- Japalura variegata Gray, 1853